# Grande Loge de Belgique
 (janvier 2025).
- Si vous ne connaissez pas le sujet, laissez ce bandeau (vous pouvez alors contacter les auteurs).
- Si vous supprimez le contenu mis en cause (vous pouvez préalablement contacter les auteurs),

argumentez précisément cette suppression dans la page de discussion
(un manque de référence n'est pas un argument ; une recherche réelle de référence doit avoir été effectuée, être formellement documentée).
 (janvier 2025).
Si vous disposez d'ouvrages ou d'articles de référence ou si vous connaissez des sites web de qualité traitant du thème abordé ici, merci de compléter l'article en donnant les références utiles à sa vérifiabilité et en les liant à la section « Notes et références ».
Pour les articles homonymes, voir GLB.
La Grande Loge de Belgique  ou GLB (Grootloge van België) est une obédience maçonnique libérale fondée en 1959.

## Histoire
La Grande Loge de Belgique trouve sa source en cinq loges dites:  « symbolistes » du Grand Orient de Belgique : Tradition et Solidarité à Bruxelles, La Parfaite Intelligence et l'Étoile réunies à Liège, La Constance à Louvain, Le Septentrion à Gand et Marnix van Sint-Aldegonde à Anvers. La Grande Loge de Belgique a été ainsi créée le 4 décembre 1959.

## Fonctionnement
La Grande Loge de Belgique appartient aux loges dites adogmatiques ou libérales de la franc-maçonnerie. Toutes les loges de la GLB ouvrent et ferment leurs tenues à la gloire du Grand Architecte de l'Univers et en présence de la Bible. Elles s'opposent à tout dogme ou à l'obligation de croire en un être révélé, mais les membres sont libres de croire ou de ne pas croire. Les loges sont uniquement masculines. La grande majorité des adhérents est athée ou agnostique. La liberté de pensée des membres est primordiale. Les loges de la GLB prônent une séparation absolue entre l'Église et l'État. Pour cette raison, à partir de 1970, les loges anglo-saxonnes donnent à ces loges, qui sont majoritaires en Belgique, France, Espagne, Italie et en Amérique latine, la dénomination de loge irrégulière.
Les valeurs centrales de la Grande Loge de Belgique sont les principes de la Révolution française : Liberté, Égalité, Fraternité à laquelle s'ajoute : tolérance. Ceci se traduit par une orientation universaliste et cosmopolite, ainsi que d'une défense radicale des concepts des droits de l'homme.

## Effectif
La Grande Loge de Belgique comptait en 1973, environ 2 000 membres pour 30 loges.
En 2006, le nombre de membres était d'environ 2 500 pour 52 ateliers :
- 18 en Wallonie (uniquement francophone)
- 15 à Bruxelles (13 francophones, 1 néerlandophone et 1 bilingue)
- 19 en Flandre (16 néerlandophone et 3  francophones)

En 2011, la Grande Loge de Belgique comprend 3 700 frères.